# 1718
1718 (MDCCXVIII) byl rok, který dle gregoriánského kalendáře započal sobotou.

## Události
- 7. července – Španělské vojsko obsadilo sicilské Palermo.
- 15. července – Španělské vojsko porazilo rakouskou armádu v bitvě u sicilského Milazza.
- 21. července – Habsburská monarchie s Benátskou republikou a Osmanská říše uzavřely Požarevacký mír, který po dvou letech ukončil rakousko-tureckou válku.
- 11. prosince – Při obléhání norského Frederikshaldu zemřel po 21 letech vlády švédský král Karel XII. a na trůn nastoupila jeho sestra Ulrika Eleonora.
- Filip II. Orleánský prodal španělský kakaový monopol mezinárodní obchodní společnosti.
- Francouzský kolonizátor Jean-Baptiste Le Moyne de Bienville založil v Americe město New Orleans.

### Probíhající události
- 1700–1721 – Severní válka
- 1716–1718 – Rakousko-turecká válka
- 1717–1720 – Válka čtverné aliance

## Vědy a umění
- 18. listopadu – Premiéra první Voltairovy hry Oidipus v Paříži
- Na premiéře v pařížské opeře se poprvé objevila kopulovitá sukně, která ovládla módu na 70 let.

## Narození

### Česko
- 2. ledna – Josef Schreier, barokní skladatel
- 19. července – Jakub Eberle, sochař a řezbář († 29. srpna 1783)
- 23. října – Johann Bergl, malíř († 15. ledna 1789)
- neznámé datum – Jan Václav Kosch, thunovský zednický mistr a stavitel († 18. dubna 1798)

### Svět

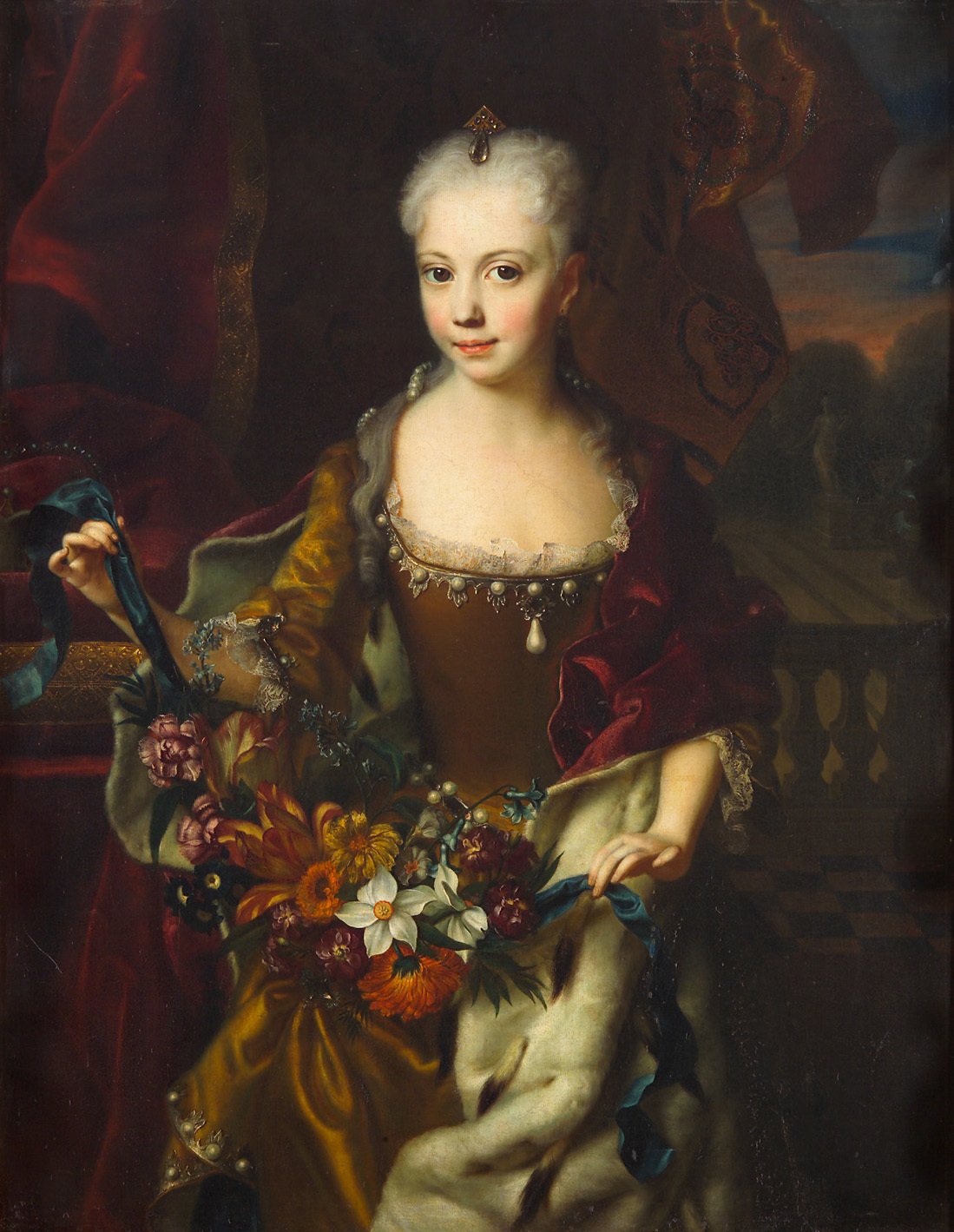
Marie Anna Habsburská (* 5. října)

- 26. února – Johan Ernst Gunnerus, norský biskup a přírodovědec († 23. září 1773)
- 31. března – Mariana Viktorie Španělská, portugalská královna († 15. ledna 1781)
- 14. dubna – Emanuele Barbella, italský houslista a hudební skladatel († 1. ledna 1777)
- 17. dubna – Adam František Kollár, slovenský spisovatel, historik a knihovník († 13. června 1783)
- 20. dubna – David Brainerd, americký misionář indiánů († 9. října 1747)
- 4. května – Jean-Philippe Loys de Chéseaux, švýcarský astronom († 30. listopadu 1751)
- 16. května – Maria Gaetana Agnesiová, italská matematička a filozofka († 9. ledna 1799)
- 16. června – Thomas Chippendale, britský výrobce nábytku († 13. listopadu 1779)
- 15. července – Alexander Roslin, švédský malíř († 5. července 1793)
- 1. září – Antoine de Chézy, francouzský hydrolog († 5. října 1798)
- 18. září – Marie Anna Habsburská, rakouská arcivévodkyně († 16. prosince 1744)
- 25. září – Nicola Conforto, italský hudební skladatel († 17. března 1793)
- 18. prosince – Anna Leopoldovna, německá šlechtična, ruská regentka († 19. března 1746)
- neznámé datum – Charles Paulet, 5. vévoda z Boltonu, britský generál, politik a šlechtic († 5. července 1765)

## Úmrtí

### Česko
- 27. února – Václav Karel Holan Rovenský, hudební skladatel, varhaník, kapelník, učitel a kameník (* 1644)
- 17. června – Maxmiliána Zásmucká ze Zásmuk, šlechtična, premonstrátka a vizionářka (* 3. května 1655)
- 28. prosince – Jan Brokoff, barokní sochař a řezbář (* 1652)

### Svět

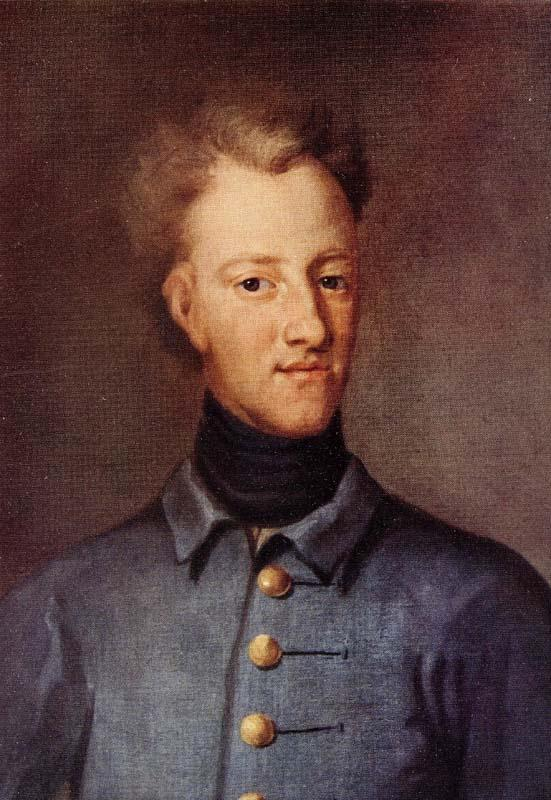
Karel XII. († 30. listopadu)

- 12. ledna – Nicolaas Heinsius mladší, nizozemský spisovatel (* 1656)
- 22. ledna – Sigbert Heister, rakouský vojevůdce (* 6. srpna 1646)
- 17. února – Princ George William, syn britského krále Jiřího II. (* 13. listopadu 1717)
- 3. března – Jean d'Estrées, francouzský kněz a politik (* 1666)
- 28. dubna – Elias Zobel, bavorský malíř období vrcholného baroka (* 2. listopadu 1677)
- 7. května – Marie Beatrice d'Este, anglická královna, manželka Jakuba II. Stuarta (* 5. října 1658)
- 22. května – Gaspard Abeille, francouzský duchovní, spisovatel a dramatik (* 1648)
- 7. července – Alexej Petrovič, syn cara Petra I. Velikého (* 28. února 1690)
- 30. července – William Penn, kvakerský vůdce, zakladatel Pensylvánie (* 14. října 1644)
- 11. září – Domenico Martinelli, italský architekt a kněz (* 30. listopadu 1650)
- 24. října – Thomas Parnell, irský básník (* 11. září 1679)
- 5. listopadu – Camille Le Tellier de Louvois, generální vikář arcidiecéze remešské (* 11. dubna 1675)
- 22. listopadu – Černovous, anglický pirát (* 1680)
- 26. listopadu – Bernardo Sabadini, italský hudební skladatel (* 17. stol.)
- 11. prosince – Karel XII., švédský král (* 17. června 1682)
- neznámé datum – Françoise-Charlotte de Montalais, francouzská šlechtična (* 1633)

## Hlavy států

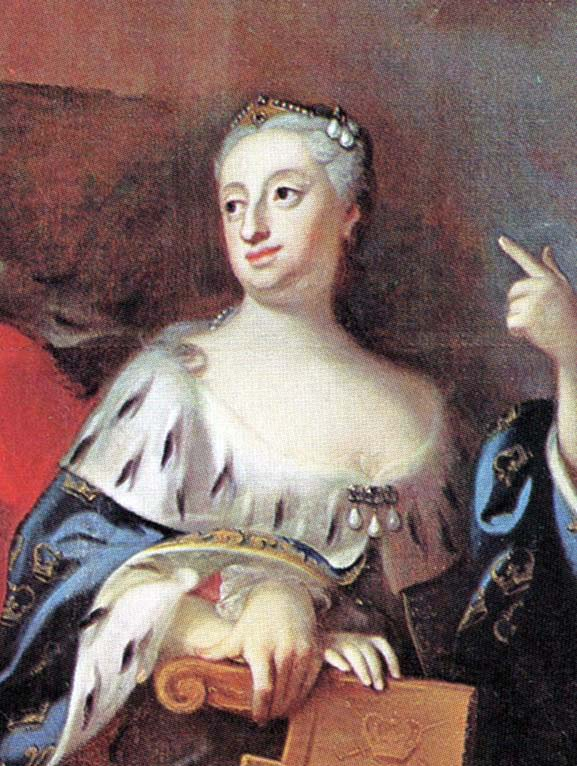
Švédskou královnou se stala Ulrika Eleonora

- Dánsko-Norsko – Frederik IV. (1699–1730)
- Francie – Ludvík XV. (1715–1774)
- Habsburská monarchie – Karel VI. (1711–1740)
- Osmanská říše – Ahmed III. (1703–1730)
- Polsko – August II. (1709–1733)
- Portugalsko – Jan V. (1706–1750)
- Prusko – Fridrich Vilém I. (1713–1740)
- Rusko – Petr I. (1682–1725)
- Španělsko – Filip V. (1700–1724)
- Švédsko – Karel XII. (1697–1718) / Ulrika Eleonora (1718–1720)
- Velká Británie – Jiří I. (1714–1727)
- Papež – Klement XI. (1700–1721)
- Japonsko – Nakamikado (1709–1735)
- Perská říše – Husajn Šáh (1694–1722)